# 우구이스노모리역
우구이스노모리역(일본어: 鶯の森駅, うぐいすのもりえき)은 일본 효고현 가와니시시에 있는 노세 전철 묘켄 선의 역이다. 역 번호는 NS04이다.

## 역사
복선화 이전에는 이나 강 교량은 현재보다 상류 쪽에 위치하였고 강의 흐름에 대해서는 거의 직각으로 다리를 건너는 형태였고, 선로는 그 앞에서 갑자기 곡선으로 굽어졌다. 본 역의 개통 전에는 이 교량의 앞에 야토역이 설치되어 있었지만 차체가 큰 50형 전동차를 도입하면서 승강장과 틈새가 비어 있어 위험한 관계로 폐지되고 그 대체로서 본 역이 개통하였다. 개통 당초에는 섬식 승강장의 교행 가능역이었다.
- 1916년 9월 5일: 다키야마 ~ 쓰즈미가타키 역 사이에 야토 역 신설.
- 1953년 8월 21일: 야토 역을 폐지하고 본 역의 영업 개시.
- 1967년 11월 30일: 복선화로 인하여 역 개량.

## 역 구조
상대식 승강장 2면 2선의 지상역이다. 승강장은 6량 편성분의 유효 길이지만 현재는 4량 편성의 열차만 정차하기 때문에 개찰구가 있는 야마시타 방향 플랫폼에 정차한다.
개찰구 등 역 시설물은 두 플랫폼의 북쪽에 설치되었다. 야마시타 방면 플랫폼은 승강장과 개찰구가 동일 평면상에 있고, 도로에서 개찰구 사이에는 3단의 계단이 있다. 가와니시노세구치 방면 플랫폼은 개찰에서 플랫폼 사이에 8단의 계단이 설치되어 두 플랫폼과의 배리어 프리화는 고려되지 않았지만 가와니시노세구치 방면 플랫폼 사이 계단에만 2단식 난간이 설치되어 있다. 개찰 내에서 두 플랫폼의 왕래가 없어 야마시타 방면 개찰구 바깥에 남녀별 화장실이 설치되어, 가와니시노세구치 방면 개찰구 바깥에 대기 코너가 설치되어 있다.

### 승강장
| 동측 | ■ 묘켄 선 | 야마시타・묘켄구치・닛세이추오 방면       |
| 서측 | ■ 묘켄 선 | 가와니시노세구치・다카라즈카・우메다 방면 |

## 역 주변
- 효고 지방 도로 12호 가와니시사사야마 선

## 인접역
| 노세 전철 ■ 묘켄 선       | 노세 전철 ■ 묘켄 선 | 노세 전철 ■ 묘켄 선             |
| ------------------------- | ------------------- | ------------------------------- |
| NS03 다키야마 우메다 방면 | ■ 보통              | 쓰즈미가타키 NS05 묘켄구치 방면 |